# Аванесян, Карен Гарегинович
Каре́н Гареги́нович Аванеся́н (арм. Կարեն Գարեգինի Ավանեսյան; род. 18 сентября 1957, Баку) — советский и российский артист эстрады, киноактёр, конферансье, пародист, телеведущий и юморист.

## Биография
Карен Аванесян родился 18 сентября 1957 года в Баку. С 1982 по 1985 год был артистом творческого объединения «Азконцерт», ряды которого он покинул после окончания обучения в Бакинском институте искусств. В 1986 году переехал в Москву, где присоединился к актёрскому составу эстрадной программы Валерия Жака и Леонида Якубовича «Парад пародистов». В марте 1987 года принял участие в последнем VIII Всесоюзном конкурсе артистов эстрады, по итогам которого Аванесян был награждён дипломом.
В 1990-е годы Аванесян совмещал выступления в качестве конферансье на сольных концертах звёзд российского шоу-бизнеса с работой в коллективе певицы Маши Распутиной. В 2000-е годы присоединился к коллективу юмористической телепередачи «Кривое зеркало», что принесло ему широкую известность.

## Творчество

### Объекты пародий
| - Арутюн Акопян - Леонид Брежнев - Владимир Высоцкий - Михаил Горбачёв - Армен Джигарханян - Михаил Задорнов | - Александр Иванов - Роман Карцев - Вахтанг Кикабидзе - Филипп Киркоров - Савелий Крамаров - Евгений Леонов | - Василий Ливанов - Котэ Махарадзе - Георгий Милляр - Спартак Мишулин - Фрунзик Мкртчян - Юрий Никулин | - Николай Озеров - Анатолий Папанов - 3ураб Соткилава - Владимир Этуш |

### Фильмография
- 1985 — Украли жениха — парикмахер Ашот (Азербайджанфильм)
- 1986 — Мерзавец — секретарь профкома лимонадного завода (Азербайджанфильм)
- 1992 — Новый Одеон — сотрудник Арцвик Авигимян /резидент Яков Христофорович
- 1996 — Импотент — Алик, шейх
- 1998 — Самозванцы (телесериал) — Тигран Георгиевич Лепко, нотариус
- 1999 — Вы будете смеяться
- 1999 — Ультиматум — хирург-экстрасенс
- 2001 — Курортный роман. Чары — Шалико Шалвович
- 2003 — Оперативный псевдоним — Рубен
- 2003 — Детектив по-русски — Рафо
- 2004 — Одинокое небо — пациент
- 2004 — Бриллианты для Джульетты
- 2005 — Жизнь — поле для охоты — Вазген Асриянц, криминальный авторитет
- 2006 — Семь раз отмерь — врач-сексопатолог Альберт
- 2011 — Паутина-5 — хозяин магазина ритуальных услуг
- 2011 — Новые приключения Аладдина (новогодний мюзикл) — разбойник
- 2013 — Шулер — Арам Ашотович Арутюнян (прототип — Арутюн Акопян)
- 2013 — Море. Горы. Керамзит — Хасик
- 2015 — Казачья сказка — дядя Сарам, главарь разбойников

### Киножурнал «Ералаш»
- 2007 — Выпуск № 210 (сюжет «Наглядное пособие») — продавец в зоомагазине
- 2010 — Выпуск № 247 (сюжет «Сочинитель») — Пушкин
- 2015 — Выпуск № 305 (сюжет «Спаситель») — джинн